# Liste des stations du métro de Londres
Pour un article plus général, voir Métro de Londres.

Cartographie

Le London Underground est un réseau de métro britannique desservant le Grand Londres ainsi que les comtés de Buckingamshire, Essex et Hertfordshire. 
Son exploitation commença dès 1863, en faisant le plus vieux réseau de métro souterrain au monde, même si de fait environ 55 % des voies se trouvent au niveau du sol, notamment en banlieue.
Le réseau compte onze lignes - Bakerloo, Central, Circle, District, Hammersmith & City, Jubilee, Metropolitan, Northern, Piccadilly, Victoria, Waterloo & City - qui desservent 272 stations. Il est exploité par Transport for London (TfL).
La plupart de ce réseau se situe au nord de la Tamise, six des quartiers de Londres situés au sud de la rivière n'étant pas desservis. Le quartier de Hackney, au nord, possède lui deux stations en lisière. De nombreuses stations se situant à l'extrémité nord-est de la Central line se trouvent dans le district d'Epping Forest appartenant au comté d'Essex. De la même façon, de nombreuses stations se trouvant à l'extrémité nord-ouest de la Metropolitan se situent dans les districts de Three Rivers et Watford dans le comté d'Hertfordshire, et dans le comté et autorité unitaire du Buckinghamshire.
Il existe trois cas où deux stations différentes partagent un même nom : Edgware Road se trouve à la fois sur les lignes Circle, District et Hammersmith & City, tandis qu'une autre Edgware Road est desservie par la Bakerloo Line ; la station Hammersmith se trouve elle à la fois sur les District line et Piccadilly line, et d'autre part sur les Circle line et Hammersmith & City line ;  Paddington (Circle and Hammersmith & City lines) à Paddington se trouve être de l'autre côté de celle desservant Bakerloo, Circle et District, Paddington (Bakerloo, Circle and District lines) (elles sont parfois fusionnées suivant les supports)
TfL projette d'ouvrir quatre nouvelles stations sur des extensions de Metropolitan line. L'une des stations de la Metropolitan line, Watford, sera fermée car elle ne se situera plus sur le trajet de la nouvelle ligne. Deux des nouvelles stations projetées, Watford High Street et Watford Junction, sont d'ores et déjà desservies par le London Overground.

## Stations
La liste des stations du métro de Londres est une liste alphabétique complète des stations du métro de Londres (pour le métro léger Docklands Light Railway voir la liste complète des stations du Docklands Light Railway).
La zone est l'indication tarifaire de la station.
- Haut – A
- B
- C
- D
- E
- F
- G
- H
- I
- J
- K
- L
- M
- N
- O
- P
- Q
- R
- S
- T
- U
- V
- W
- X
- Y
- Z

## A
| Station      | Ligne(s)                    | Zone(s) |
| ------------ | --------------------------- | ------- |
| Acton Town   | District Piccadilly         | 3       |
| Aldgate      | Metropolitan                | 1       |
| Aldgate East | District Hammersmith & City | 1       |
| Alperton     | Piccadilly                  | 4       |
| Amersham     | Metropolitan                | 9       |
| Angel        | Northern                    | 1       |
| Archway      | Northern                    | 2-3     |
| Arnos Grove  | Piccadilly                  | 4       |
| Arsenal      | Piccadilly                  | 2       |

## B

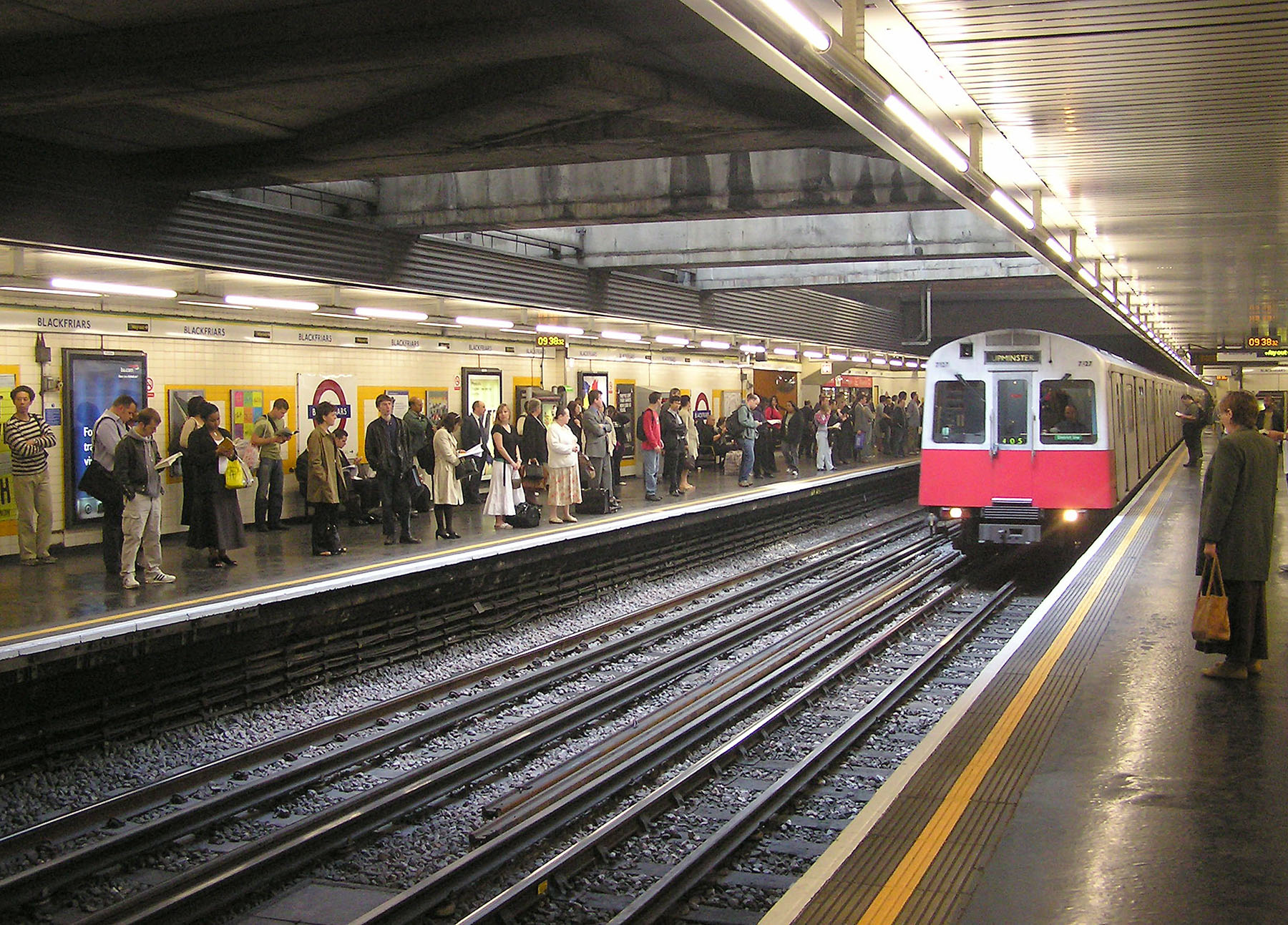
La station Blackfriars

| Station                 | Ligne(s)                                                | Zone(s) |
| ----------------------- | ------------------------------------------------------- | ------- |
| Baker Street            | Bakerloo Circle Hammersmith & City Jubilee Metropolitan | 1       |
| Balham                  | Northern                                                | 3       |
| Bank                    | Central Northern Waterloo & City DLR                    | 1       |
| Barbican                | Circle Hammersmith & City Metropolitan                  | 1       |
| Barking                 | District Overground                                     | 4       |
| Barkingside             | Central                                                 | 5       |
| Barons Court            | District Piccadilly                                     | 2       |
| Battersea Power Station | Northern                                                | 1       |
| Bayswater               | Circle District                                         | 1       |
| Becontree               | District                                                | 5       |
| Belsize Park            | Northern                                                | 2       |
| Bermondsey              | Jubilee                                                 | 2       |
| Bethnal Green           | Central                                                 | 2       |
| Blackfriars             | Circle District                                         | 1       |
| Blackhorse Road         | Victoria Overground                                     | 3       |
| Bond Street             | Central Jubilee                                         | 1       |
| Borough                 | Northern                                                | 1       |
| Boston Manor            | Piccadilly                                              | 3       |
| Bounds Green            | Piccadilly                                              | 3-4     |
| Bow Road                | District Hammersmith & City                             | 2       |
| Brent Cross             | Northern                                                | 3       |
| Brixton                 | Victoria                                                | 2       |
| Bromley-by-Bow          | District Hammersmith & City                             | 2-3     |
| Buckhurst Hill          | Central                                                 | 5       |
| Burnt Oak               | Northern                                                | 4       |

## C
| Station            | Ligne(s)           | Zone(s) |
| ------------------ | ------------------ | ------- |
| Caledonian Road    | Piccadilly         | 2       |
| Camden Town        | Northern           | 2       |
| Canada Water       | Jubilee Overground | 2       |
| Canary Wharf       | Jubilee            | 2       |
| Canning Town       | Jubilee            | 3       |
| Cannon Street      | Circle District    | 1       |
| Canons Park        | Jubilee            | 5       |
| Chalfont & Latimer | Metropolitan       | 9       |
| Chalk Farm         | Northern           | 2       |
| Chancery Lane      | Central            | 1       |
| Charing Cross      | Bakerloo Northern  | 1       |
| Chesham            | Metropolitan       | 9       |
| Chigwell           | Central            | 5       |
| Chiswick Park      | District           | 3       |
| Chorleywood        | Metropolitan       | 7       |
| Clapham Common     | Northern           | 2       |
| Clapham North      | Northern           | 2       |
| Clapham South      | Northern           | 2-3     |
| Cockfosters        | Piccadilly         | 5       |
| Colindale          | Northern           | 4       |
| Colliers Wood      | Northern           | 3       |
| Covent Garden      | Piccadilly         | 1       |
| Croxley            | Metropolitan       | 7       |

## D
| Station           | Ligne(s) | Zone(s) |
| ----------------- | -------- | ------- |
| Dagenham East     | District | 5       |
| Dagenham Heathway | District | 5       |
| Debden            | Central  | 6       |
| Dollis Hill       | Jubilee  | 3       |

## E
| Station            | Ligne(s)                               | Zone(s) |
| ------------------ | -------------------------------------- | ------- |
| Ealing Broadway    | Central District                       | 3       |
| Ealing Common      | District Piccadilly                    | 3       |
| Earl's Court       | District Piccadilly                    | 1-2     |
| East Acton         | Central                                | 2       |
| East Finchley      | Northern                               | 3       |
| East Ham           | District Hammersmith & City            | 3-4     |
| East Putney        | District                               | 2-3     |
| Eastcote           | Metropolitan Piccadilly                | 5       |
| Edgware            | Northern                               | 5       |
| Edgware Road (B)   | Bakerloo                               | 1       |
| Edgware Road (C/D) | Circle District                        | 1       |
| Elephant & Castle  | Bakerloo Northern                      | 1-2     |
| Elm Park           | District                               | 6       |
| Embankment         | Bakerloo Circle District Northern      | 1       |
| Epping             | Central                                | 6       |
| Euston             | Northern Victoria Overground           | 1       |
| Euston Square      | Circle Hammersmith & City Metropolitan | 1       |

## F
| Station          | Ligne(s)                               | Zone(s) |
| ---------------- | -------------------------------------- | ------- |
| Fairlop          | Central                                | 5       |
| Farringdon       | Circle Hammersmith & City Metropolitan | 1       |
| Finchley Central | Northern                               | 4       |
| Finchley Road    | Jubilee Metropolitan                   | 2       |
| Finsbury Park    | Piccadilly Victoria                    | 2       |
| Fulham Broadway  | District                               | 2       |

## G
| Station               | Ligne(s)                               | Zone(s) |
| --------------------- | -------------------------------------- | ------- |
| Gants Hill            | Central                                | 5-6     |
| Gloucester Road       | Circle District Piccadilly             | 1       |
| Golders Green         | Northern                               | 3       |
| Goldhawk Road         | Circle Hammersmith & City              | 2       |
| Goodge Street         | Northern                               | 1       |
| Grange Hill           | Central                                | 5       |
| Great Portland Street | Circle Hammersmith & City Metropolitan | 1       |
| Green Park            | Jubilee Piccadilly Victoria            | 1       |
| Greenford             | Central                                | 4       |
| Gunnersbury           | District Overground                    | 3       |

## H
| Station                  | Ligne(s)                  | Zone(s) |
| ------------------------ | ------------------------- | ------- |
| Hainault                 | Central                   | 5       |
| Hammersmith (D/P)        | District Piccadilly       | 2       |
| Hammersmith (H&C/C)      | Circle Hammersmith & City | 2       |
| Hampstead                | Northern                  | 2-3     |
| Hanger Lane              | Central                   | 3       |
| Harlesden                | Bakerloo Overground       | 3       |
| Harrow & Wealdstone      | Bakerloo Overground       | 5       |
| Harrow on the Hill       | Metropolitan              | 5       |
| Hatton Cross             | Piccadilly                | 5-6     |
| Heathrow terminals 2 & 3 | Piccadilly                | 6       |
| Heathrow terminal 4      | Piccadilly                | 6       |
| Heathrow terminal 5      | Piccadilly                | 6       |
| Hendon Central           | Northern                  | 3-4     |
| High Barnet              | Northern                  | 5       |
| High Street Kensington   | Circle District           | 1       |
| Highbury & Islington     | Victoria Overground       | 2       |
| Highgate                 | Northern                  | 3       |
| Hillingdon               | Metropolitan Piccadilly   | 6       |
| Holborn                  | Central Piccadilly        | 1       |
| Holland Park             | Central                   | 2       |
| Holloway Road            | Piccadilly                | 2       |
| Hornchurch               | District                  | 6       |
| Hounslow Central         | Piccadilly                | 4       |
| Hounslow East            | Piccadilly                | 4       |
| Hounslow West            | Piccadilly                | 5       |
| Hyde Park Corner         | Piccadilly                | 1       |

## I
| Station  | Ligne(s)                | Zone(s) |
| -------- | ----------------------- | ------- |
| Ickenham | Metropolitan Piccadilly | 6       |

## K
| Station                  | Ligne(s)                                                            | Zone(s) |
| ------------------------ | ------------------------------------------------------------------- | ------- |
| Kennington               | Northern                                                            | 2       |
| Kensal Green             | Bakerloo Overground                                                 | 2       |
| Kensington Olympia       | District Overground                                                 | 2       |
| Kentish Town             | Northern                                                            | 2       |
| Kenton                   | Bakerloo Overground                                                 | 4       |
| Kew Gardens              | District Overground                                                 | 3-4     |
| Kilburn                  | Jubilee                                                             | 2       |
| Kilburn Park             | Bakerloo                                                            | 2       |
| King's Cross St. Pancras | Circle Hammersmith & City Metropolitan Northern Piccadilly Victoria | 1       |
| Kingsbury                | Jubilee                                                             | 4       |
| Knightsbridge            | Piccadilly                                                          | 1       |

## L
| Station          | Ligne(s)                                       | Zone(s) |
| ---------------- | ---------------------------------------------- | ------- |
| Ladbroke Grove   | Circle Hammersmith & City                      | 2       |
| Lambeth North    | Bakerloo                                       | 1       |
| Lancaster Gate   | Central                                        | 1       |
| Latimer Road     | Circle Hammersmith & City                      | 2       |
| Leicester Square | Piccadilly Northern                            | 1       |
| Leyton           | Central                                        | 3       |
| Leytonstone      | Central                                        | 3-4     |
| Liverpool Street | Central Circle Hammersmith & City Metropolitan | 1       |
| London Bridge    | Jubilee Northern                               | 1       |
| Loughton         | Central                                        | 6       |

## M
| Station             | Ligne(s)                                        | Zone(s) |
| ------------------- | ----------------------------------------------- | ------- |
| Maida Vale          | Bakerloo                                        | 2       |
| Manor House         | Piccadilly                                      | 2-3     |
| Mansion House       | Circle District                                 | 1       |
| Marble Arch         | Central                                         | 1       |
| Marylebone          | Bakerloo                                        | 1       |
| Mile End            | Central District Hammersmith & City             | 2       |
| Mill Hill East      | Northern                                        | 4       |
| Monument            | Circle District                                 | 1       |
| Moor Park           | Metropolitan                                    | 6-7     |
| Moorgate            | Circle Hammersmith & City Metropolitan Northern | 1       |
| Morden              | Northern                                        | 4       |
| Mornington Crescent | Northern                                        | 2       |

## N
| Station           | Ligne(s)                | Zone(s) |
| ----------------- | ----------------------- | ------- |
| Neasden           | Jubilee                 | 3       |
| Newbury Park      | Central                 | 4       |
| Nine Elms         | Northern                | 1       |
| North Acton       | Central                 | 2-3     |
| North Ealing      | Piccadilly              | 3       |
| North Greenwich   | Jubilee                 | 2-3     |
| North Harrow      | Metropolitan            | 5       |
| North Wembley     | Bakerloo Overground     | 4       |
| Northfields       | Piccadilly              | 3       |
| Northolt          | Central                 | 5       |
| Northwick Park    | Metropolitan            | 4       |
| Northwood         | Metropolitan            | 6       |
| Northwood Hills   | Metropolitan            | 6       |
| Notting Hill Gate | Central Circle District | 1-2     |

## O
| Station       | Ligne(s)                  | Zone(s) |
| ------------- | ------------------------- | ------- |
| Oakwood       | Piccadilly                | 5       |
| Old Street    | Northern                  | 1       |
| Osterley      | Piccadilly                | 4       |
| Oval          | Northern                  | 2       |
| Oxford Circus | Bakerloo Central Victoria | 1       |

## P
| Station            | Ligne(s)                    | Zone(s) |
| ------------------ | --------------------------- | ------- |
| Paddington (B,C&D) | Bakerloo Circle District    | 1       |
| Paddington (C&C)   | Circle Hammersmith & City   | 1       |
| Park Royal         | Piccadilly                  | 3       |
| Parsons Green      | District                    | 2       |
| Perivale           | Central                     | 4       |
| Piccadilly Circus  | Bakerloo Piccadilly         | 1       |
| Pimlico            | Victoria                    | 1       |
| Pinner             | Metropolitan                | 5       |
| Plaistow           | District Hammersmith & City | 3       |
| Preston Road       | Metropolitan                | 4       |
| Putney Bridge      | District                    | 2       |

## Q
| Station      | Ligne(s)            | Zone(s) |
| ------------ | ------------------- | ------- |
| Queen's Park | Bakerloo Overground | 4       |
| Queensbury   | Jubilee             | 2       |
| Queensway    | Central             | 1       |

## R
| Station          | Ligne(s)                  | Zone(s) |
| ---------------- | ------------------------- | ------- |
| Ravenscourt Park | District                  | 2       |
| Rayners Lane     | Metropolitan Piccadilly   | 5       |
| Redbridge        | Central                   | 4       |
| Regent's Park    | Bakerloo                  | 1       |
| Richmond         | District Overground       | 4       |
| Rickmansworth    | Metropolitan              | 7       |
| Roding Valley    | Central                   | 5       |
| Royal Oak        | Circle Hammersmith & City | 2       |
| Ruislip          | Metropolitan Piccadilly   | 6       |
| Ruislip Gardens  | Central                   | 5       |
| Ruislip Manor    | Metropolitan Piccadilly   | 6       |
| Russell Square   | Piccadilly                | 1       |

## S
| Station                | Ligne(s)                    | Zone(s) |
| ---------------------- | --------------------------- | ------- |
| Seven Sisters          | Victoria                    | 3       |
| Shepherd's Bush        | Central                     | 2       |
| Shepherd's Bush Market | Circle Hammersmith & City   | 2       |
| Sloane Square          | Circle District             | 1       |
| Snaresbrook            | Central                     | 4       |
| South Ealing           | Piccadilly                  | 3       |
| South Harrow           | Piccadilly                  | 5       |
| South Kensington       | Circle District Piccadilly  | 1       |
| South Kenton           | Bakerloo                    | 4       |
| South Ruislip          | Central                     | 5       |
| South Wimbledon        | Northern                    | 3-4     |
| South Woodford         | Central                     | 4       |
| Southfields            | District                    | 3       |
| Southgate              | Piccadilly                  | 4       |
| Southwark              | Jubilee                     | 1       |
| St. James's Park       | Circle District             | 1       |
| St. John's Wood        | Jubilee                     | 2       |
| St. Paul's             | Central                     | 1       |
| Stamford Brook         | District                    | 2       |
| Stanmore               | Jubilee                     | 5       |
| Stepney Green          | District Hammersmith & City | 2       |
| Stockwell              | Northern Victoria           | 2       |
| Stonebridge Park       | Bakerloo                    | 3       |
| Stratford              | Central Jubilee             | 3       |
| Sudbury Hill           | Piccadilly                  | 4       |
| Sudbury Town           | Piccadilly                  | 4       |
| Swiss Cottage          | Jubilee                     | 2       |

## T
| Station                  | Ligne(s)            | Zone(s) |
| ------------------------ | ------------------- | ------- |
| Temple                   | Circle District     | 1       |
| Theydon Bois             | Central             | 6       |
| Tooting Bec              | Northern            | 3       |
| Tooting Broadway         | Northern            | 3       |
| Tottenham Court Road     | Central Northern    | 1       |
| Tottenham Hale           | Victoria            | 3       |
| Totteridge and Whetstone | Northern            | 4       |
| Tower Hill               | Circle District     | 1       |
| Tufnell Park             | Northern            | 2       |
| Turnham Green            | District Piccadilly | 2-3     |
| Turnpike Lane            | Piccadilly          | 3       |

## U
| Station          | Ligne(s)                    | Zone(s) |
| ---------------- | --------------------------- | ------- |
| Upminster        | District                    | 6       |
| Upminster Bridge | District                    | 6       |
| Upney            | District                    | 4       |
| Upton Park       | District Hammersmith & City | 3       |
| Uxbridge         | Metropolitan Piccadilly     | 6       |

## V
| Station  | Ligne(s)                 | Zone(s) |
| -------- | ------------------------ | ------- |
| Vauxhall | Victoria                 | 1-2     |
| Victoria | Circle District Victoria | 1       |

## W
| Station             | Ligne(s)                                  | Zone(s) |
| ------------------- | ----------------------------------------- | ------- |
| Walthamstow Central | Victoria                                  | 3       |
| Wanstead            | Central                                   | 4       |
| Warren Street       | Northern                                  | 1       |
| Warwick Avenue      | Bakerloo                                  | 2       |
| Waterloo            | Bakerloo Northern Jubilee Waterloo & City | 1       |
| Watford             | Metropolitan                              | 7       |
| Wembley Central     | Bakerloo Overground                       | 4       |
| Wembley Park        | Jubilee Metropolitan                      | 4       |
| West Acton          | Central                                   | 3       |
| West Brompton       | District Overground                       | 2       |
| West Finchley       | Northern                                  | 4       |
| West Ham            | District Hammersmith & City Jubilee       | 3       |
| West Hampstead      | Jubilee                                   | 2       |
| West Harrow         | Metropolitan                              | 5       |
| West Kensington     | District                                  | 2       |
| West Ruislip        | Central                                   | 6       |
| Westbourne Park     | Circle Hammersmith & City                 | 2       |
| Westminster         | Circle District Jubilee                   | 1       |
| White City          | Central                                   | 2-3     |
| Whitechapel         | District Hammersmith & City Overground    | 2       |
| Willesden Green     | Jubilee                                   | 2-3     |
| Willesden Junction  | Bakerloo Overground                       | 3       |
| Wimbledon           | District                                  | 3       |
| Wimbledon Park      | District                                  | 3       |
| Wood Green          | Piccadilly                                | 3       |
| Wood Lane           | Circle Hammersmith & City                 | 2       |
| Woodford            | Central                                   | 4       |
| Woodside Park       | Northern                                  | 4       |